# Brymela cuspidata
Brymela cuspidata är en bladmossart som beskrevs av William Russell Buck 1989. Brymela cuspidata ingår i släktet Brymela och familjen Hookeriaceae. Inga underarter finns listade i Catalogue of Life.